# Trulli GP
La Trulli GP (Trulli Formula E Team) è stata una squadra automobilistica che gareggiava nel campionato di Formula E. È stato fondata dall'ex pilota di Formula 1 Jarno Trulli.

## Storia
Il team è nato rilevando la Drayson Racing. Il 18 giugno 2014 viene ufficializzata la sua partecipazione al campionato mondiale di Formula E 2014-2015. Il 15/12/2015 la squadra ufficializza il ritiro dalla Formula E.

## Stagioni

### 2014-2015

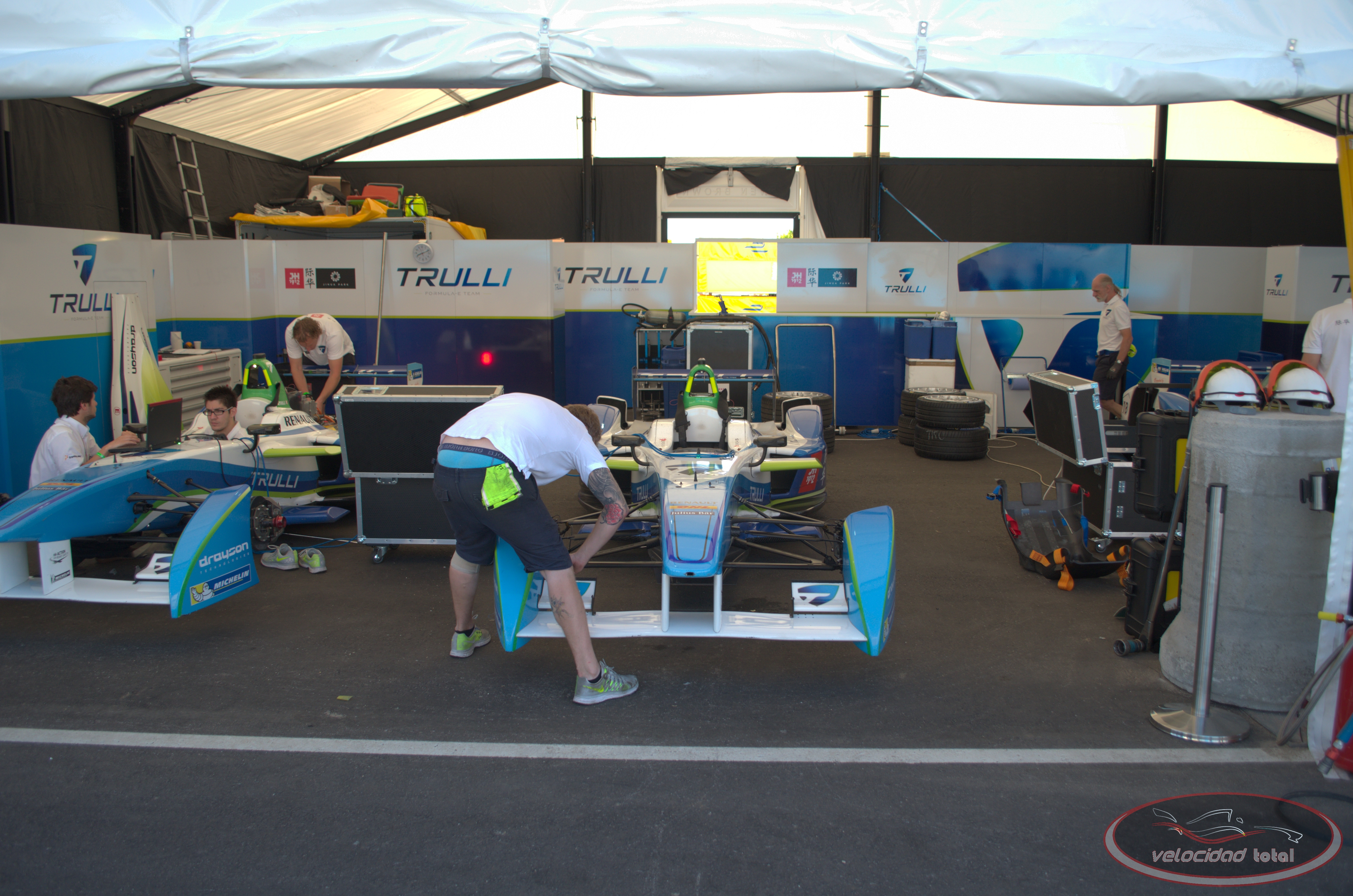
Il Trulli GP al Punta del Este.

Per la stagione 2014-2015 vengono nominati piloti Michela Cerruti e lo stesso Jarno Trulli, che torna al volante di una monoposto per la prima volta dal 2011. L'inizio di stagione è molto deludente: in qualifica Trulli commette un errore ed è costretto a partire dal fondo mentre la Cerruti risulta la più lenta tra i piloti che hanno fatto segnare un tempo valido (tenendo dietro 3 piloti nella qualifica generale). In gara Trulli non riesce a prendere il via mentre la Cerruti giunge solo in quattordicesima posizione. Nella seconda gara, Trulli, dopo essere stato a lungo in seconda posizione viene penalizzato con un drive through per un eccessivo consumo di energia mentre la Cerruti si ritira al primo giro per un contatto. A Punta del Este Trulli riesce a ottenere dei punti giungendo in quarta posizione mentre ancora una volta la Cerruti non guadagna punti e giunge undicesima. A Buenos Aires entrambe le vetture si ritirano.
Dalla gara successiva di Miami Michela Cerruti viene sostituita da Vitantonio Liuzzi che ottiene due punti a Berlino, dove Jarno conquista la pole-position.

### 2015-2016
I piloti per la seconda stagione saranno Vitantonio Liuzzi e Salvador Durán.. Nei test però la vettura si dimostra poco affidabile, al punto che Liuzzi riesce a scendere in pista solo all'ultimo giorno, ciononostante il team decide di mantenere la fornitura dei motori da parte di Motomatica.
Nel primo appuntamento stagionale il team non riesce a prendere il via a causa di problemi doganali, mentre a fermare il team nella seconda gara sono le verifiche tecniche. A seguito delle numerose difficoltà tecniche ed economiche, il team italiano decide di ritirarsi dalla Formula E.

## Risultati
| Anno    | Vettura                | Gomme | N. | Piloti            | 1   | 2   | 3   | 4   | 5   | 6   | 7   | 8   | 9   | 10  | 11  | Punti | Pos |
| ------- | ---------------------- | ----- | -- | ----------------- | --- | --- | --- | --- | --- | --- | --- | --- | --- | --- | --- | ----- | --- |
| 2014–15 | Spark-Renault SRT 01E  | M     |    |                   | BEI | PUT | PDE | BNA | MIA | LBH | MON | BER | MSC | LON | LON | 17    | 10º |
| 2014–15 | Spark-Renault SRT 01E  | M     | 10 | Jarno Trulli      | Rit | 17  | 4   | Rit | 15  | Rit | 11  | 19† | 18† | 15  | Rit | 17    | 10º |
| 2014–15 | Spark-Renault SRT 01E  | M     | 18 | Michela Cerruti   | 14  | Rit | 12  | Rit |     |     |     |     |     |     |     | 17    | 10º |
| 2014–15 | Spark-Renault SRT 01E  | M     | 18 | Vitantonio Liuzzi |     |     |     |     | 16  | 13  | NC  | 9   | 17  |     |     | 17    | 10º |
| 2014–15 | Spark-Renault SRT 01E  | M     | 18 | Alex Fontana      |     |     |     |     |     |     |     |     |     | Rit | 14  | 17    | 10º |
| 2015-16 | Spark-Motomatica JT-01 | M     |    |                   | CHI | MAL | URU | ARG | MEX | USA | FRA | GER | GBR | GBR |     | 0     | NC  |
| 2015-16 | Spark-Motomatica JT-01 | M     | 10 | Vitantonio Liuzzi | NA  | NA  |     |     |     |     |     |     |     |     |     | 0     | NC  |
| 2015-16 | Spark-Motomatica JT-01 | M     | 18 | Salvador Durán    | NA  |     |     |     |     |     |     |     |     |     |     | 0     | NC  |
| 2015-16 | Spark-Motomatica JT-01 | M     | 18 | Jarno Trulli      |     | NA  |     |     |     |     |     |     |     |     |     | 0     | NC  |

| Legenda | 1º posto                | 2º posto        | 3º posto            | A punti      | Senza punti | Grassetto=Pole position Corsivo=Giro più veloce |
| Legenda | Solo prove/Terzo pilota | Non qualificato | Ritirato/Non class. | Squalificato | Non partito | Grassetto=Pole position Corsivo=Giro più veloce |

- G: Pilota col giro più veloce nel gruppo di qualifica.
- *: Fanboost
- †: Pilota che non ha concluso la gara ma che è stato classificato per aver completato più del 90% della distanza della gara.